# Traunkirchen
Traunkirchen là một đô thị ở Traunsee, bang Oberösterreich, nước Áo. Đô thị này có diện tích 18,3 km², dân số thời điểm ngày 31 tháng 12 năm 2005 là 1761 người.